# Ulisses Cohn
Ulisses Cohn (São Paulo, 1963) é um diretor de teatro e cenógrafo brasileiro.
Formou-se mestre em cenografia pela Central Saint Martins College of Art and Design de Londres. É graduado em Artes Visuais pela FAAP, em São Paulo.
Estudou no curso de formação de diretores da Escola de Comunicação e Artes da Universidade  de São Paulo (ECA-USP) e  interpretação no Teatro-Escola Célia Helena.
É membro da  The Society of British Theatre Designers (SBTD), da Organisation Internacionale des Scénografes Tecniciens et Architectes de Théatre (OISTAT). É também membro fundador do grupo Cenografia Brasil.
Recebeu  um prêmio Shell e dois prêmios APCA.
Além de diretor teatral, Ulisses Cohn tem respeitada atuação como cenógrafo.